# Фойник
Фойник (на старогръцки: Φοῖνιξ), Фо́йникс или още и Фе́никс е според древногръцката митология основател на Финикия (финикийското царство – не бива да се бърка с финикийската конфедерация).
Според Омир е баща на Европа. Според поета Асий е женен за Перимеда, от която имал две дъщери – Астипалея и Европа. Съгласно най-разпространената версия на мита Феникс е син на цар Агенор и Телефаса (или Дамно) и брат на Европа, Кадъм и Киликс (също син на Бел, чичо на Кадъм). Баща на Адонис (по Хезиод). Жена му е Касиопея, дъщеря на Карма.
Според Псевдо-Аполодор е син на финикийския цар Агенор и Телефаса, както и брат на Кадъм, Килик и Европа. След отвличането на Европа от Зевс, Агенор се отправя със синовете си да търси и върне дъщеря си. Убеждавайки се в невъзможността да открият сестра си, братята се заселват в различни страни, основавайки царски династии. Феникс се заселва във Финикия. Либо се отправя към Африка и остава там, където либофиникийците се наричат пуни.